# Herb gminy Siemień
Herb gminy Siemień – jeden z symboli gminy Siemień, ustanowiony 24 sierpnia 1996.

## Wygląd i symbolika
Herb przedstawia na tarczy w polu czerwonym dwie złote ryby, tworzące razem literę „S” (jest to nawiązanie do nazwy gminy).